# Сонорные согласные
В фонетике и фонологии соно́рными согла́сными называются звуки, производимые без участия турбулентного потока воздуха в голосовом тракте (такие как [m] и [l]). Также к сонорным относят аппроксиманты, носовые согласные, одноударные и дрожащие. По степени звучности, все звуки, находящиеся выше фрикативных, являются сонорными, из-за чего они способны образовывать вершину слога в тех языках, которые различают звучность такого уровня.
Не являются сонорными свистящие согласные (как [z]), согласные, которые произносятся с нажимом (как [t]), и согласные, ограничивающие воздушный поток, вызывая турбуленцию (такие как [d] или [s]).
Сонорные контрастируют с шумными согласными, которые вызывают турбуленцию в голосовом тракте. Среди согласных, образующихся в задней части гортани (увулярных и фарингальных), различие между аппроксимантом и звонким фрикативным настолько размыто, что такие звуки, как звонкий увулярный фрикативный согласный ([ʁ]) и звонкий фарингальный фрикативный согласный ([ʕ]), ведут себя зачастую как сонорные. Фарингальный согласный может быть также полугласным, соответствующим гласному [ɑ]. Сонорные изменяют тональность или подвергаются отвердению и образуют, например, фрикативный согласный типа [ç] или [ɬ].
Сонорные звуки не всегда имеют глухую пару, например в русском языке нет глухой пары к «л», однако такой звук есть в бирманском и тибетском языках (например, с глухого «л» начинается название города Лхаса: [l̥ásə]). В мокшанском языке есть 5 глухих сонорных: рх [ɾ̥], рьх [ɾ̥ʲ], лх [l̥], льх [l̥ʲ] и йх[j̊].

## Сонорные в русском языке
Русский язык имеет следующие сонорные согласные: [m], [n], [l], [r]. К сонорным звукам также относится звук [j], присутствующий, например, в слове май [maj].